# Efstathios Chorophas
Efstathios Choraphas (en griego:Ευστάθιος Χωραφάς; 1871 – ?) fue un nadador griego, que compitió en los Juegos Olímpicos de Atenas 1896.
Choraphas fue el único nadador que completó las tres competencias abiertas de natación, que se llevaron a cabo una después de la otra. Su tiempo en cada una de las pruebas es desconocido, así como su colocación final en los 100 metros libres, pero es conocido que terminó tercero en las dos competencias más largas.